# Corona 70
Corona 70 – amerykański satelita rozpoznawczy. Był dziewiątym statkiem serii KeyHole-5 ARGON tajnego programu CORONA. Jego zadaniem było wykonanie wywiadowczych zdjęć Ziemi. Wówczas najbardziej udana misja tej serii. Kapsułę powrotną przechwycono w locie nad Oceanem Spokojnym 1 września 1963. Wyniósł subsatelitę LAMPO.

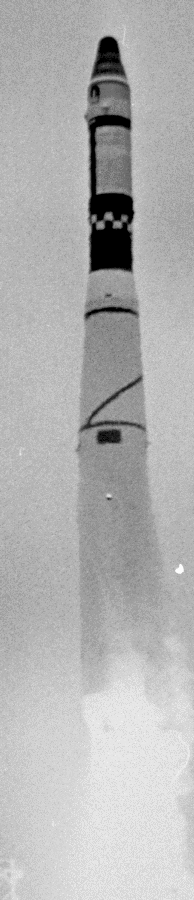
Start rakiety Thor Agena D z satelitą Corona 70 na pokładzie

Udane misje serii KH-5 wykonały łącznie 38 578 zdjęć na prawie 6859 metrach taśmy filmowej.